# Rugops
A Rugops (jelentése 'ránc arcú') egy theropoda dinoszaurusznem, amely mai Afrika területén élt a késő kréta kor cenomani korszakában, körülbelül 95 millió évvel ezelőtt. A Rugops koponyájának 2000-ben, Nigerben történt felfedezése nagy áttörést jelentett a régióban élt theropodák evolúciójának megértésében, és megmutatta, hogy ez a földrész ebben az időben az egykori szuperkontinens, Gondwana részét képezte.
A körülbelül 4,4 méter hosszú Rugops egy viszonylag kisméretű húsevő dinoszaurusz volt. A koponyája körülbelül 31,5 centiméter hosszú lehetett. A koponyáján páncélzatot vagy pikkelyeket viselt, a csontjai pedig számos véredénnyel voltak ellátva, ezért Paul Sereno, a felfedezőcsapat vezetője kijelentette, hogy „Ez a fejtípus nem a harchoz vagy a csontok összezúzásához alkalmazkodott”, ami arra utal, hogy talán dögevő lehetett. Emellett a koponyán két sorban 7-7 lyuk helyezkedett el, melyek célja nem ismert, bár Sereno úgy vélte, hogy talán valamilyen fejdíszt vagy szarvakat tarthattak.
Típusfaja az R. primus (jelentése 'első ránc arcú'). A Rugopst abelisauridának, vagy egy, a család közeli rokonságába tartozó dinoszaurusznak, és a Majungasaurus rokonának tartják.
Más abelisauridákhoz hasonlóan a Rugops valószínűleg igen rövid mellső lábakkal rendelkezett, amik a harc során használhatatlanok lehettek, talán csak az állat fejének kiegyensúlyozására szolgáltak.

## Fordítás
- Ez a szócikk részben vagy egészben a Rugops című angol Wikipédia-szócikk ezen változatának fordításán alapul.  Az eredeti cikk szerkesztőit annak laptörténete sorolja fel. Ez a jelzés csupán a megfogalmazás eredetét és a szerzői jogokat jelzi, nem szolgál a cikkben szereplő információk forrásmegjelöléseként.

## Külső hivatkozások
- Rugops in The Natural History Museum's Dino Directory. [2007. július 13-i dátummal az eredetiből archiválva]. (Hozzáférés: 2009. június 19.)